# Dudley Boyz
The Dudley Boyz (também conhecidos como Team 3D) é uma dupla (tag team) de luta livre profissional, sendo composta por Mark LoMonaco e Devon Hughes, que lutam sob os nomes Buh Buh Ray/Bubba Ray Dudley e D-Von Dudley, respectivamente. A equipe também já integrou vários membros da família Dudley, sendo Spike Dudley (conhecido Brother Runt) o mais notável deles. Sua passagem na WWE, juntamente com a passagem na Extreme Championship Wrestling (ECW) foi onde ficaram mais conhecidos, devido ao sucesso obtido na divisão de duplas, sendo altamente elogiados como uma das equipes mais condecoradas da história da luta livre profissional.
A equipe lutou como Dudley Boyz na ECW e WWF/E, e ao começaram a atuar pela Total Nonstop Action Wrestling (TNA) - onde, devido a WWE possuir os direitos autorais de seus nomes - eles ficaram conhecidos como Brother Ray e Brother Devon, individualmente e em conjunto como Team 3D (nome do movimento de finalização aplicado coletivamente por eles). Hyson depois também assinou com a TNA e novamente se juntou ao Team 3D como Brother Runt. LoMonaco atualmente usa o nome de ringue Bully Ray enquanto Hughes luta como Devon. Depois de uma breve separação, eles fizeram parte da facção vilanesca Aces & Eights.
Na TNA, LoMonaco e Hughes são reconhecidos como tendo conquistado um total de 23 campeonatos de duplas. Eles são a única equipe a conquistar todos os WWE, WWF, ECW, WCW, NWA, TNA e IWGP Tag Team Championships. Durante seu tempo como Aces & Eights, LoMonaco foi campeão mundial dos pesos-pesados da TNA em duas ocasiões, enquanto Devon foi campeão televisivo. Em 15 de junho de 2014, no Slammiversary XII, o Team 3D (como uma equipe) foi selecionado como os induzidos ao Hall da Fama da TNA daquele ano. Após a derrota no Summerslam para Sami Zayn e Neville, os Dudleyz anunciaram a aposentadoria da dupla.

## No wrestling
- Movimentos de finalização

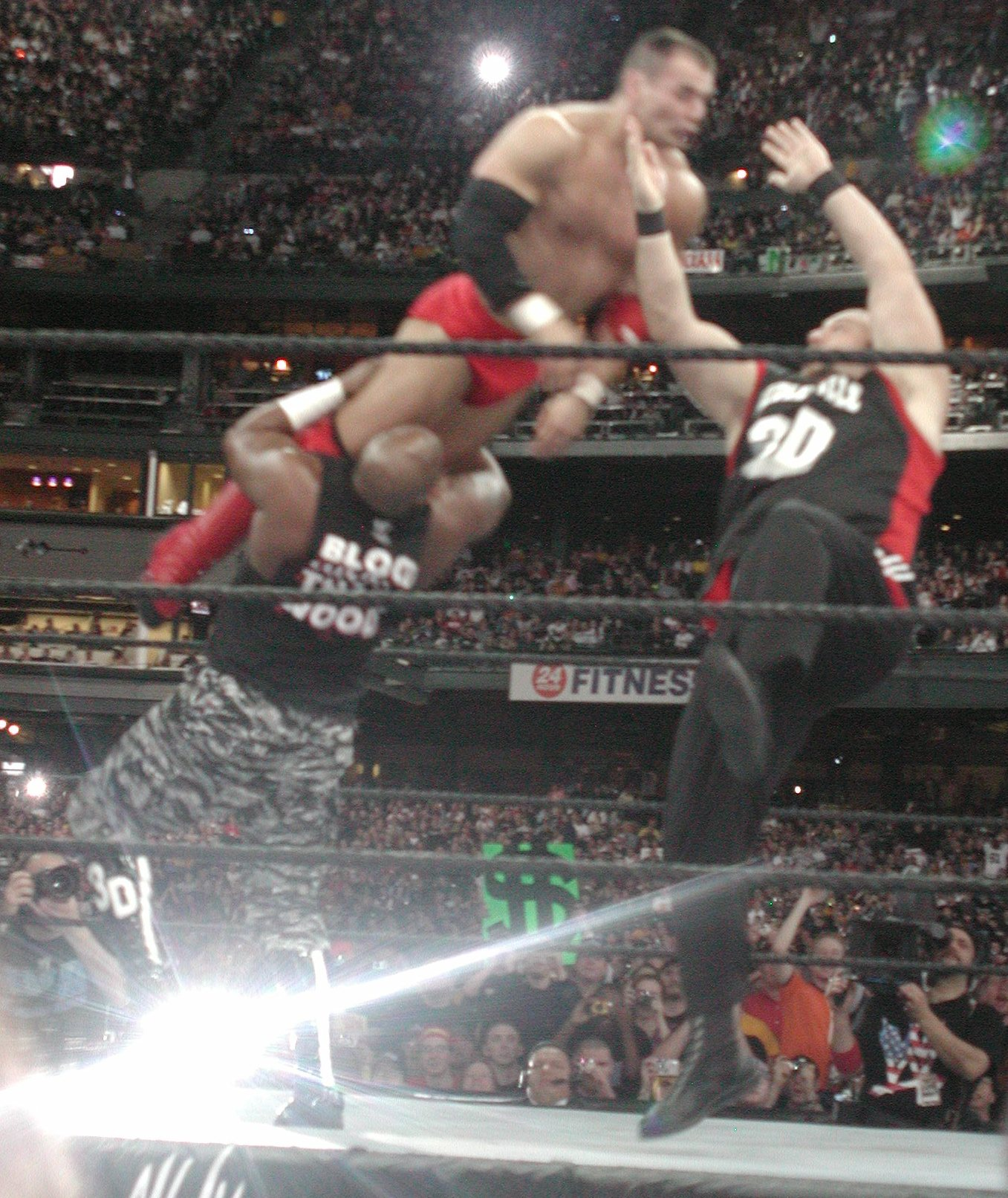
D-Von (esquerda) e Bubba Ray (direita) aplicando o Dudley Death Drop em Lance Storm.

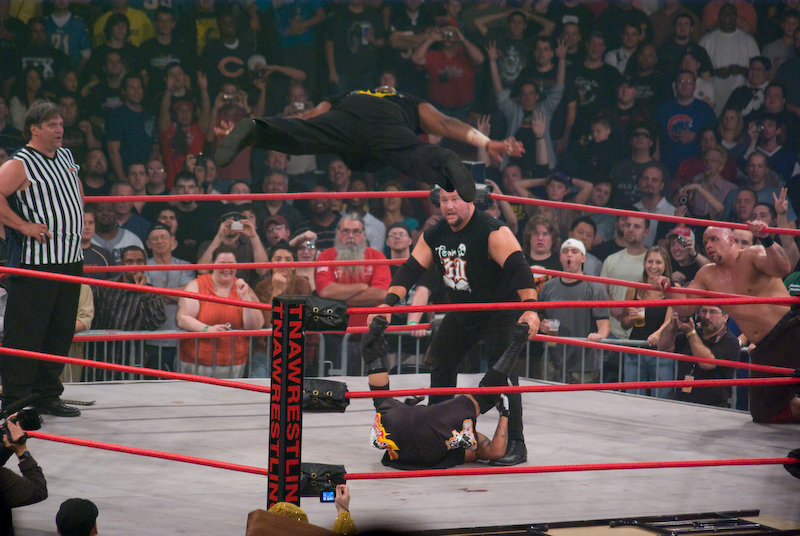
Team 3D aplicando um Whassup?

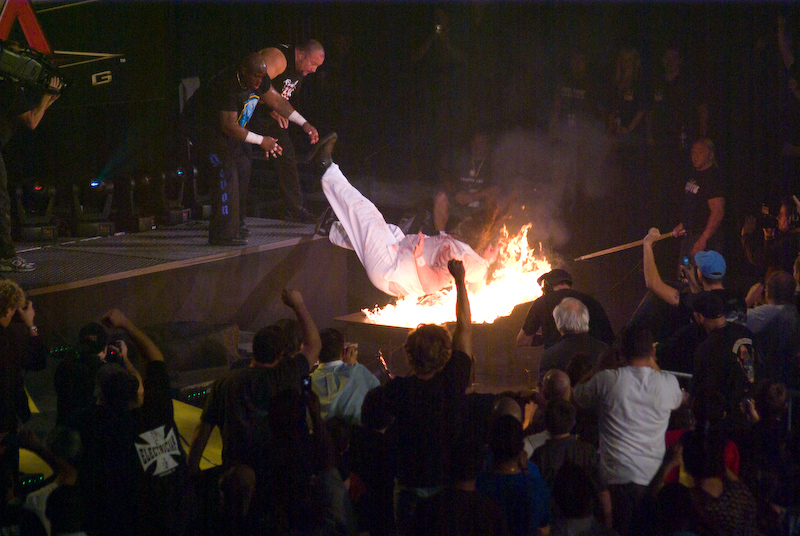
Team 3D jogando Abyss em uma mesa em chamas com um duplo chokeslam.

  - 3D – Dudley Death Drop (Combinação Flapjack (Devon) / Cutter (Ray), às vezes jogando o adversário em uma mesa
  - 3D II – Dudley Death Drop II (Combinação Belly to back suplex (Ray) / Neckbreaker (Devon))
- Movimentos secundários
  - Aided superbomb, usualmente em uma mesa em chamas
  - Chokeslam duplo
  - Double flapjack
  - Dudleyville Device / Deadly Device (Combinação Diving clothesline (Devon) / Electric chair drop (Ray))
  - Combinação Sidewalk slam (Ray) / Inverted leg drop bulldog (Devon)
  - Whassup? (Ray segura um adversário de bruços enquanto Devon o atinge com um golpe baixo usando um mergulho de cabeça)
- Managers
  - Joel Gertner
  - Sign Guy Dudley
  - Stacy Keibler[3]
  - Spike Dudley[3]
  - Paul Heyman[8]
  - Cousin Steve[2]
  - Johnny Rodz[2]
  - Johnny Devine[3]
- Alcunhas
  - "Those Damn Dudleys"[5] (WWF)
- Temas de entrada
  - Highway to Hell por AC/DC (ECW)
  - C.R.E.A.M. por Wu-Tang Clan (Living Dangerously '99) (ECW)
  - "Ollie Stalefish" por Kent Buchanan (13 de setembro de 1999 - 22 de março de 2001; WWF/E)
  - "We're Comin' Down" por Jim Johnston (1 de abril de 2001 - 11 de março de 2002, 24 de agosto de 2015 - presente; WWF/E)
  - "Turn The Tables" por Saliva (14 de março de 2002 - 17 de novembro de 2002; WWF/E)
  - "Bombshell" por Powerman 5000 (18 de novembro de 2002 - 12 de junho de 2005; WWE)
  - "Watch Out, Watch Out" por Dale Oliver (1 de outubro de 2005 - 11 de novembro de 2010; 15 de junho de 2014 – 11 de outubro de 2014; TNA)
  - "Deadman's Hand" (Instrumental) por Dale Oliver (Usado enquanto membros dos Aces & Eights; 18 de outubro de 2012 – 22 de agosto de 2013; TNA)[9]
  - "Deadman's Hand" por Dale Oliver e Serg Salinas (Usado enquanto membros dos Aces & Eights; 14 de março de 2013; TNA)[10]

## Títulos e prêmios
- All Japan Pro Wrestling

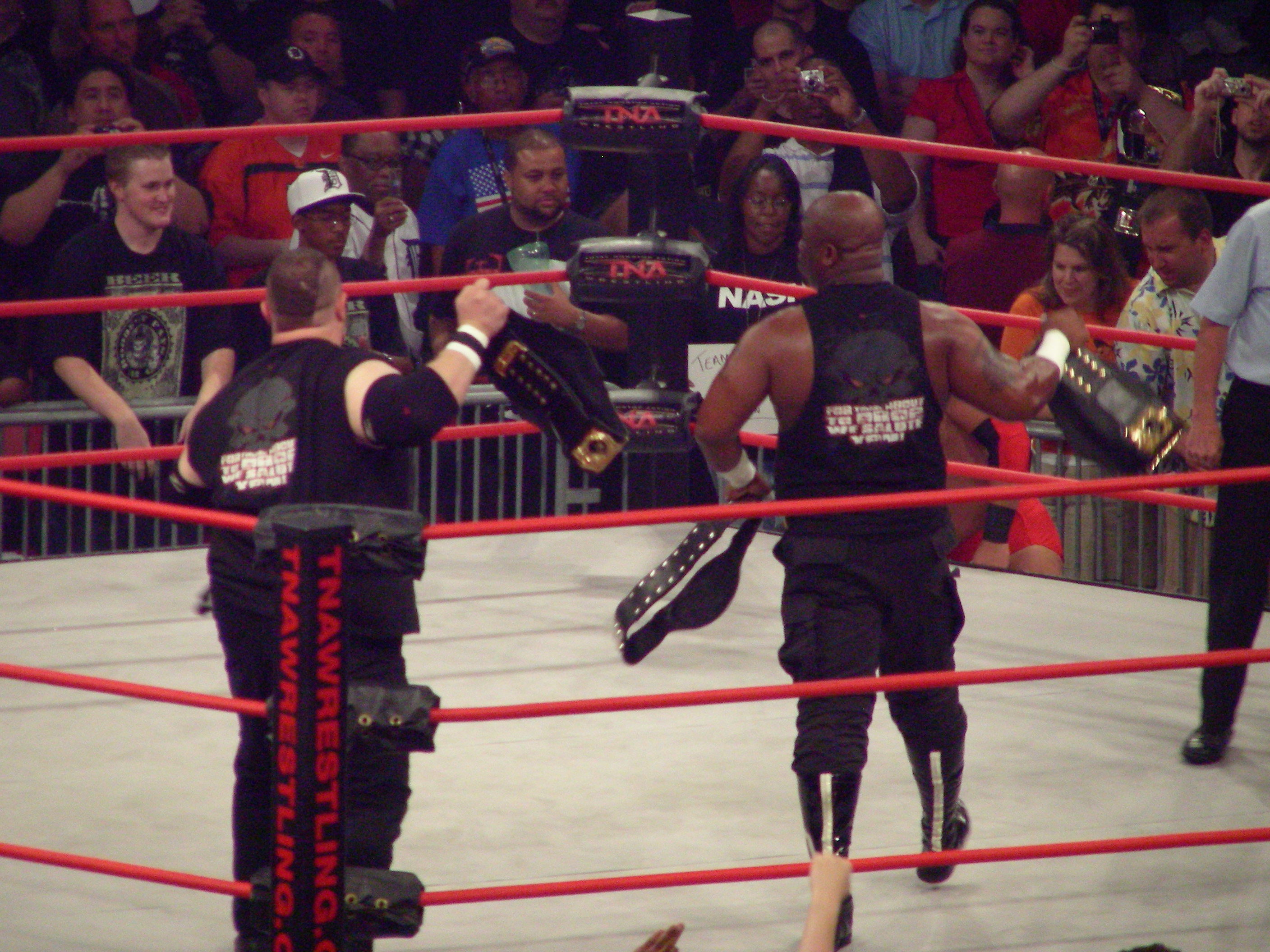
Team 3D com o TNA World Tag Team Championship e o IWGP Tag Team Championship no Slammiversary 2009.

  - World's Strongest Tag Determination League (2005)[11]
- Cauliflower Alley Club
  - Outras honrarias (1997)
- Extreme Championship Wrestling
  - ECW World Tag Team Championship (8 vezes)[12]
- Hustle
  - Hustle Super Tag Team Championship (1 vez)[13]
- New Japan Pro Wrestling
  - IWGP Tag Team Championship (2 vezes)[14][15]
- Pro Wrestling Illustrated
  - Luta do ano (2000)[16] vs. Edge e Christian e Hardy Boyz em uma Triangle Ladder match no WrestleMania 2000
  - PWI Match of the Year (2001)[16] vs. Edge e Christian e the Hardy Boyz em uma Tables, Ladders, and Chairs match no WrestleMania X-Seven
  - Dupla do ano (2001, 2009)[17]
  - Dupla da década (2000–2009)
- Squared Circle Wrestling
  - 2CW Tag Team Championship (1 vez)[18][19]
- Total Nonstop Action Wrestling
  - NWA World Tag Team Championship (1 vez)[2]
  - TNA World Tag Team Championship (2 vezes)[20]
  - TNA Television Championship (2 vezes) – Devon
  - TNA World Heavyweight Championship (2 vezes) – Bully Ray
  - TNA Tag Team Tournament (2013)
  - Dupla do ano (2005)[21]
  - TNA Hall of Fame (Classe de 2014)
- World Wrestling Federation/World Wrestling Entertainment
  - WWE Tag Team Championship (1 vez)[22]
  - World Tag Team Championship (8 vezes)[23]
  - WCW World Tag Team Championship (1 vez)[24]
  - WWE Hall of Fame (Classe de 2018)